# Carola Höhn
Carola Höhn, född 30 januari 1910 i Bremerhaven, Kejsardömet Tyskland, död 8 november 2005 i München, Tyskland, var en tysk skådespelare. År 1990 tilldelades hon filmpriset Filmband in Gold.

## Filmografi, urval
- 1935 – April, April!
- 1935 – Löjtnantshjärta
- 1937 – Fridericus
- 1937 – Till främmande strand
- 1939 – Hurra, jag är pappa!
- 1982 – Flykt i natten
- 1992 – Se upp för Tisteln!